# Buteogallus anthracinus
La poiana nera comune (Buteogallus anthracinus (Deppe, 1830)) è un uccello rapace della famiglia degli Accipitridi, diffuso nel Nuovo Mondo.

## Descrizione
È un rapace di media taglia, lungo 50–56 cm, con un'apertura alare di 106–128 cm.

## Biologia
Si nutre prevalentemente di pesci e rettili ma la sua dieta può variare in rapporto alla disponibilità di prede.

## Distribuzione e habitat
L'areale della specie si estende dal sud degli Stati Uniti e dal Messico, attraverso l'America Centrale, sino alla parte settentrionale del Sud America (Colombia, Guyana,  Venezuela e Perù).
Il suo habitat tipico sono le mangrovie.

## Tassonomia
Sono note le seguenti sottospecie:
- Buteogallus anthracinus anthracinus (Deppe, 1830)
- Buteogallus anthracinus utilensis Twomey, 1956
- Buteogallus anthracinus rhizophorae Monroe, 1963
- Buteogallus anthracinus bangsi (Swann, 1922)
- Buteogallus anthracinus subtilis (Thayer & Bangs, 1905)